# Capitelle
Une capitelle (en languedocien capitèlo) est une cabane en pierre sèche, c’est-à-dire sans mortier, servant autrefois d'abri temporaire à de petits propriétaires, à leurs outils et à leurs produits agricoles dans les anciennes garrigues des villes du département du Gard. Cette appellation vernaculaire, à l'origine strictement nîmoise, a été reprise, dans le courant du XXe siècle, par des érudits étudiant de semblables constructions dans les départements voisins.

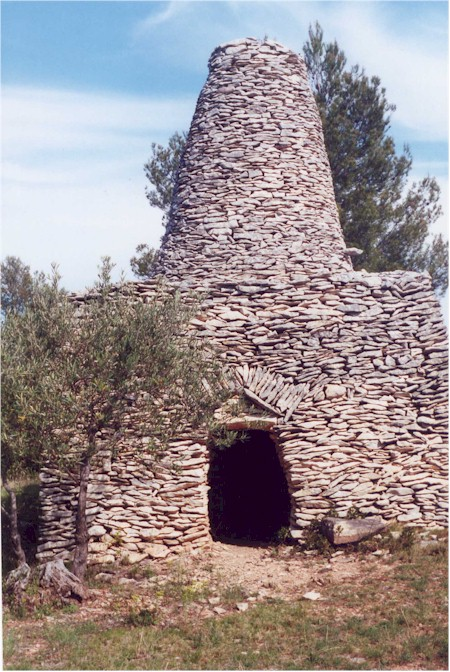
Capitelle à Aubais, Gard. La tourelle pleine n'a qu'une fonction de signalement.

## Origines du terme
Au XVIIIe siècle, Pierre Augustin Boissier de Sauvages dans son Dictionnaire languedocien-françois donne l'orthographe languedocienne et la définition suivante :
« Capitêlo : Hutte ou baraque de vigne : très petit bâtiment voûté et terminé en cône, principalement destiné à mettre à couvert un cuvier en maçonnerie , où l'on égrappe la vendange pour en faire les charges des mulets ou des charriots. »
Au XIXe siècle, Frédéric Mistral dans son dictionnaire provençal-français, Lou Trésor dou Félibrige donne l'orthographe provençale et la définition suivante :
« Capitello, escapito (dialecte des Alpes) : (forézien chapitella, du bas latin chapitellum, du latin capitellum) s. f., Hutte d'une vigne, petit réduit bâti à pierres sèches, vouté et terminé en cône, principalement destiné à mettre à couvert un cuvier en maçonnerie où l'on égrappe la vendange. Voir cabanoun, coues, escapito, granegoun. »
À la même époque, Maximin d'Hombres et Gratien Charvet dans leur Dictionnaire languedocien-français  donnent l'orthographe languedocienne et la définition suivante :
« Capitèlo : s. f., Hutte, maisonnette de vigne, non habitée, où l'on renferme les outils, et où l'on peut se mettre à l'abri d'un orage.
Dérivé du latin Caput, chef ; ou bien parce que ce petit édifice terminé en cône a la forme d'un chapeau, ou parce que la Capitèlo est en quelque sorte le chef-lieu de la vigne. Peut-être aussi faut-il chercher sa dérivation dans l'italien Capitello, chapiteau, parce que la Capitèlo n'est souvent et n'était surtout autrefois qu'un appentis, un petit toit, une sorte de chapiteau sous lequel on mettait à l'abri la cuve vinaire. De nos jours, malgré la cour d'assises et le luxe des garde-vignes, il ne serait pas prudent de laisser la vendange ainsi à portée des passants et des vagabonds. »
Pour les historiens, le terme désigne une cabane de vigne édifiée par un membre du petit peuple des villes gardoises dans une parcelle conquise sur la garrigue péri-urbaine, aux XVIIe siècle, XVIIIe siècle et XIXe siècles. Il figure dans des documents d'archives aux XVIIe et XVIIIe siècles :
- Testament de Guillaume Amalric, « laboureur » à Moussac (Uzège), datant de 1630 (sous le règne de Louis XIII) : il y est question d'une « cappitelle ».
- Récit de l'arrestation par Jacques Durinam, lieutenant de compagnie, de religionnaires réunis pour une assemblée du Désert dans une vigne du côté du chemin d'Allais (Alès) en 1686 : il y est fait état d'une « caverne bastie à pierre sèche, vulgairement appelée capitelle ».
- Jugement rendu le 3 novembre 1727 par Louis de Bernage, intendant de la Province du Languedoc, toujours en rapport avec une assemblée du Désert : il y est fait mention d'« une Hute battie à pierre seiche, appelée vulgairement Capitelle ».
- Description (dessins à l'appui) par Novy de Caveyrac en 1743, d'une assemblée du Désert se tenant dans une « capitelle » à la métairie du four Bourrely, chemin de l'Alouette à Nîmes.
- Compoix (graphiques) de Nîmes établis entre 1773 et 1786 relevant 600 capitelles situées entre les routes d'Avignon, d'Uzès et d'Alès : les édifices sont figurés en élévation. Il y est question des « Capitelles de Deylaud »; sur le plan No 29, un édifice arbore même la mention « capitèle ».

## Évolution terminologique
Aujourd'hui, le terme « capitelle » a gagné l'ensemble du Gard alors que dans certains secteurs le terme local est tout simplement cabane , ainsi dans le Sommiérois, le Vaunage, l'Uzège, le massif des gorges du Gardon. À Villevieille, Françoise Bornet note l'emploi de « cabane ». Il en va de même à Aubais et à Congénies. Dans cette dernière commune, les gens du cru se réfèrent à la « cabane de Marignan », « la cabane de Maurin », « la cabane du Capellan » ou encore la « cabane du Bleu ».
Sur les causses de Blandas et de Campestre, le terme capitelle toutefois n'est pas attesté : dans les vignes, la cabane du vigneron a pour nom oustalet (de los vignos) (occitan ostalet, « petite maison », « maisonnette »), ainsi à Blandas, Campestre-et-Luc, Rogues, Vissec. On trouve aussi baracou (occitan barracon, « petite baraque ») à Montdardier et Blandas, et des termes décrivant la fonction : remiso (occitan remesa, « remise ») à Montdardier, jasso (occitan jaça, « bergerie ») à Vissec.
Le mot « capitelle » tend à dépasser les strictes frontières du département du Gard et son emploi se généralise dans la littérature touristique pour désigner la même construction en d'autres départements du Languedoc (Ardèche, Hérault, Aude) et dans le Roussillon (Pyrénées-Orientales). Selon un schéma récurrent, sous l'influence d'érudits locaux, les appellations d'origine sont escamotées au profit d'autres mieux sonnantes et plus valorisantes pour leurs inventeurs :  dans l'Hérault, capitelle remplace le français local cabane, caselle, chambrette, caravelle, grange, mas, nichette ; dans les Pyrénées-Orientales, capitelle se substitue au catalan barraca et à sa francisation bar(r)aque. Dans le Lot, un essai d'acclimatation du vocable capitelle a même eu lieu à la fin des années 1960, mais sans lendemain.
Repris par la presse et des officines touristiques soucieuses de valoriser des objets désormais promus au rang de « patrimoine », ces termes inventés restent contestés dans les milieux scientifiques.

## Aire d'extension
En dehors de la garrigue de Nîmes, ces constructions se rencontrent à Arpaillargues-et-Aureillac, Aubais, Aujargues, Blauzac, sur les causses de Blandas et de Campestre, à Calvisson, au Camp des Garrigues, à Caveirac, Congénies, Cornillon, Deaux, Gajan, Junas, Langlade, Le Pin, Marguerittes, Milhaud, Nages-et-Solorgues, Sommières, Souvignargues, Vers-Pont-du-Gard, Vic-le-Fesq, Villevieille, Uzès, etc. Les communes d'Aubais, d'Aujargues, de Congénies et de Villevieille en comptent chacune plus d'une centaine.

### Nîmes
Dans la garrigue de Nîmes, Paul Marcelin estime le nombre de capitelles à un millier environ au milieu du XIXe siècle, ajoutant qu'on en avait construit jusqu'en 1914. Leur distribution correspond à la distribution des propriétés parcellaires : elles sont ou étaient dans les petits enclos, les grandes surfaces boisées en étant à peu près ou entièrement dépourvues. Maurice Roustan estime à 12 000 le nombre d'enclos anciennement cultivés. Il y voit au moins trois siècles de culture, de l'olivier d'abord, de la vigne ensuite, et enfin de culture céréalière et maraîchère. La vigne est omniprésente dans les enclos aux XVIIIe et XIXes, époques où les capitelles-cuves ou tines sont  construites. Le phylloxéra vers 1875 sonnera le glas de la viticulture nîmoise et l'abandon de la garrigue comme lieu de production agricole. En 2001, un recensement opéré sur les deux cinquièmes de la garrigue a livré 10 000 enclos encore ceints de murs en pierres et 500 capitelles dont 313 en bon état, 123 en ruine partielle et 64 en ruine totale.

### Caveirac
À Caveirac, sur la colline Saint Roch, se trouvent des enclos avec des capitelles et des clapas.

### Cornillon

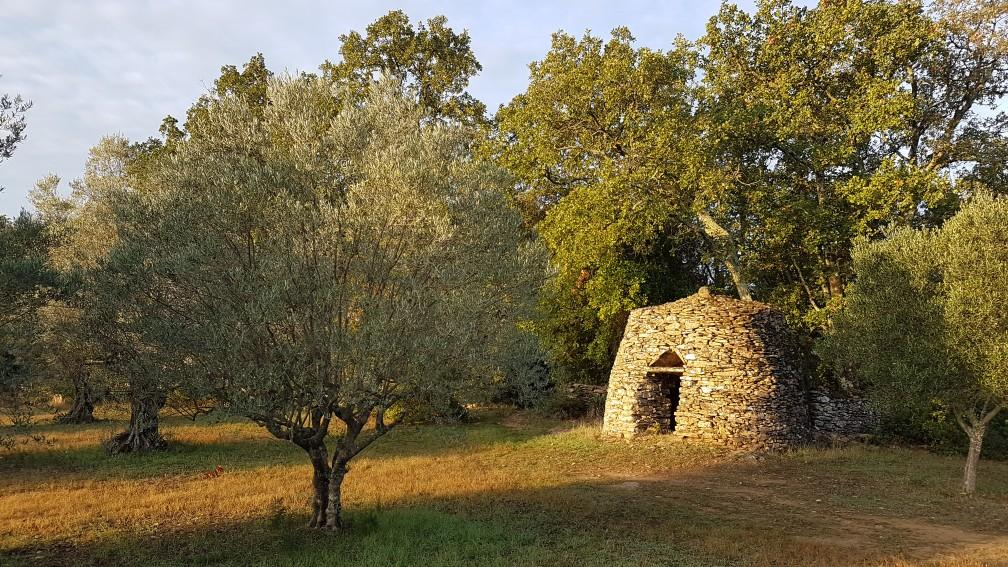
Capitelle à Saint-Gély de Cornillon (Gard)

À Cornillon, sur le hameau de Saint-Gély, on dénombre plusieurs capitelles au cœur des vignes et des oliveraies.

### Marguerittes
Les collines au nord de Marguerites recèlent les vestiges de 122 cabanes en pierre sèche, dont 30 en bon état, selon un recensement effectué dans les années 1990. Elles se dressaient dans la partie haute ou aux angles de petits enclos de quelques ares, autrefois plantés d'oliviers, de vignes et d'arbres fruitiers.

### Congénies
La commune de Congénies possède plus de 110 cabanes en pierre sèche (leur nom vernaculaire est « cabane », et non « capitelle ») d'après un inventaire effectué de 1998 à 1999. Ces cabanes se trouvent aujourd'hui dans les pinèdes et les garrigues qui couvrent les collines autrefois cultivées.

### Villevieille
Le territoire de la commune s'orne d'abris en pierre sèche construits en molasse calcaire et appelés localement cabanes (avant la vogue du terme nîmois capitelle). Les millésimes gravés dans la pierre permettent de dater ces constructions des 2e et 3e quarts du XIXe siècle.

### Aubais
Dans la commune d'Aubais, 92 cabanes, intactes ou ruinées, ont été recensées. Construites en matériau calcaire, elles sont dans des parcelles privées, sauf deux d'entre elles situées dans les anciens communaux. Elles servaient d'abris temporaires aux agriculteurs lors des travaux des champs et pendant les vendanges et les olivades. Des dates inscrites sur les parois y ont été relevées : 4 du XVIIIe siècle, 22 du XIXe et 17 du XXe,.

### Langlade
L'inventaire des cabanes de la commune de Langlade a permis de dénombrer 74 édifices, dont 58 % dans un état qualifié de « bon » ou de « moyen » et 42 % à l'état de ruines. Les zones à vestiges de pierre sèche de la commune se trouvent sur le versant sud d'une colline. Les cabanes servaient d'abris aux agriculteurs. Elles sont aujourd'hui souvent enfouies dans la garrigue qui a envahi les terres après la destruction de la vigne par le phylloxéra,.

## Fonctions
La capitelle est rarement un habitat permanent, c'est plutôt un abri individuel, parfois collectif, destiné à accueillir temporairement des outils (à Nîmes, elle a alors pour nom bouscatieiro), des produits agricoles (raisins, olives) ou des personnes (en cas d'intempéries)
Elle est assez souvent accompagnée d'autres constructions liées à l'activité agricole du propriétaire : 
- cuve (tine en français local) en pierre sèche, aménagée dans le sol ou solidaire de l'abri pour entreposer provisoirement la vendange ou la récolte d'olives, avant son transport à la maison du propriétaire ou au moulin à huile[18],
- enclos,
- terrasses,
- puits,
- aire à dépiquer (ainsi à Aubais où une cabane est accolée à un clapier et précédée d'une aire à dépiquer)[19].

## Matériau
Construite sur un terrain souvent ingrat aux époques de grands défrichements (garrigue, maquis, taillis, etc.), elle emploie comme matériau de construction ce que livrent le défonçage et l'épierrement du champ. Il s'agit très souvent de calcaire mais on trouve aussi, selon la géologie locale, du schiste, du grès, du granit, ou même du basalte.
Les pierres extraites et ramassées pour rendre le lieu propre à la culture (vigne, oliviers, etc.) ou à l'élevage, sont entassées aux abords du terrain en monticules parfois encore visibles aujourd'hui, que l'occitan désigne sous le terme de « clapas ». Certaines pierres sont sélectionnées et mises à part en vue de l'édification de murets de clôture, de terrasses, ou d'abris.
Toutes les pierres destinées à la construction de la cabane ne sont pas laissées à l'état brut : elles peuvent être dégrossies dans un but fonctionnel ou esthétique, mais il ne s'agit pas d'une véritable maçonnerie de pierres taillées.

## Morphologie
Les capitelles prennent des formes variées suivant le matériau employé et peut-être la fantaisie ou encore l'« école » du bâtisseur :

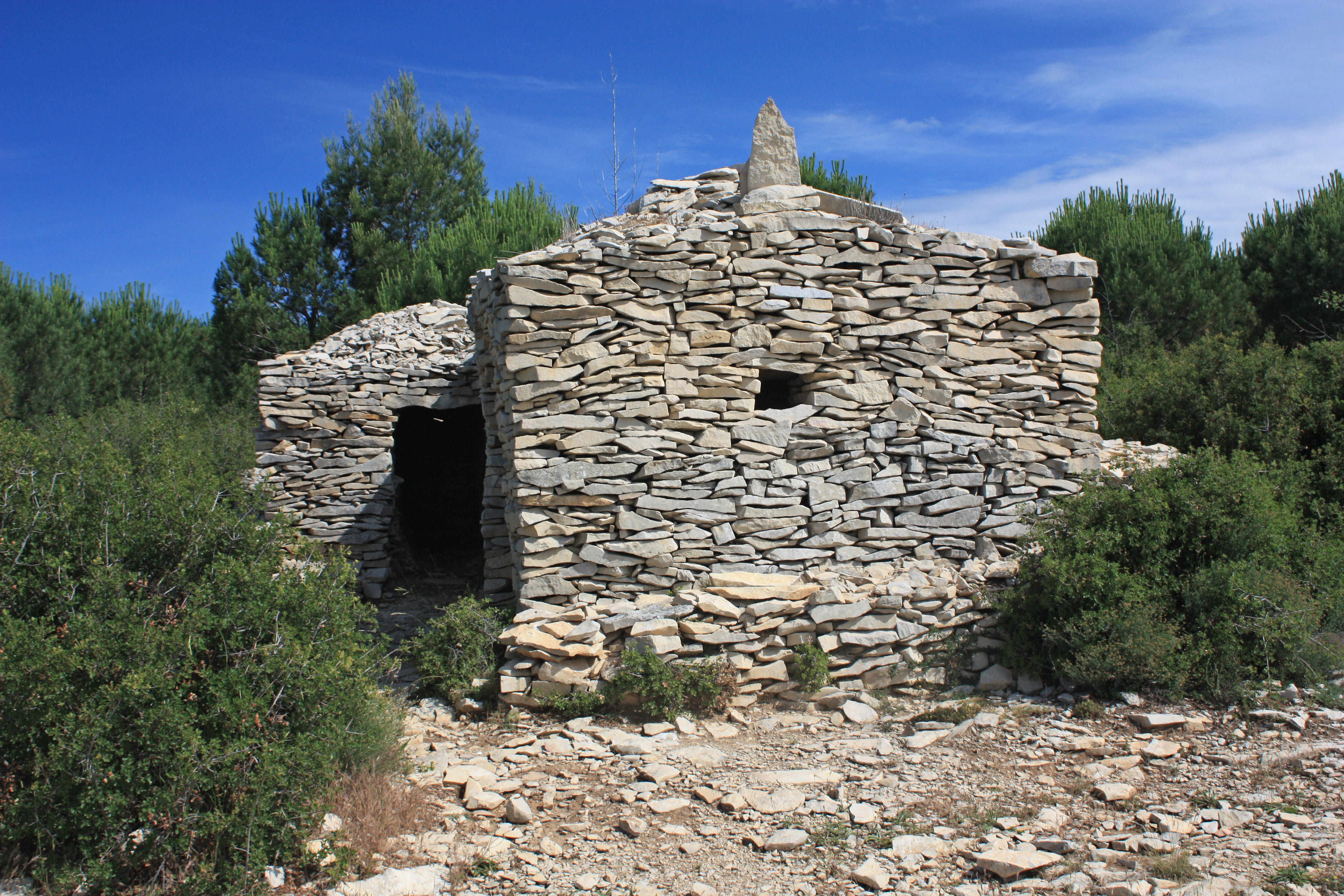
La Liquière à Calvisson, Gard : ensemble de trois cabanes contiguës disposées en L
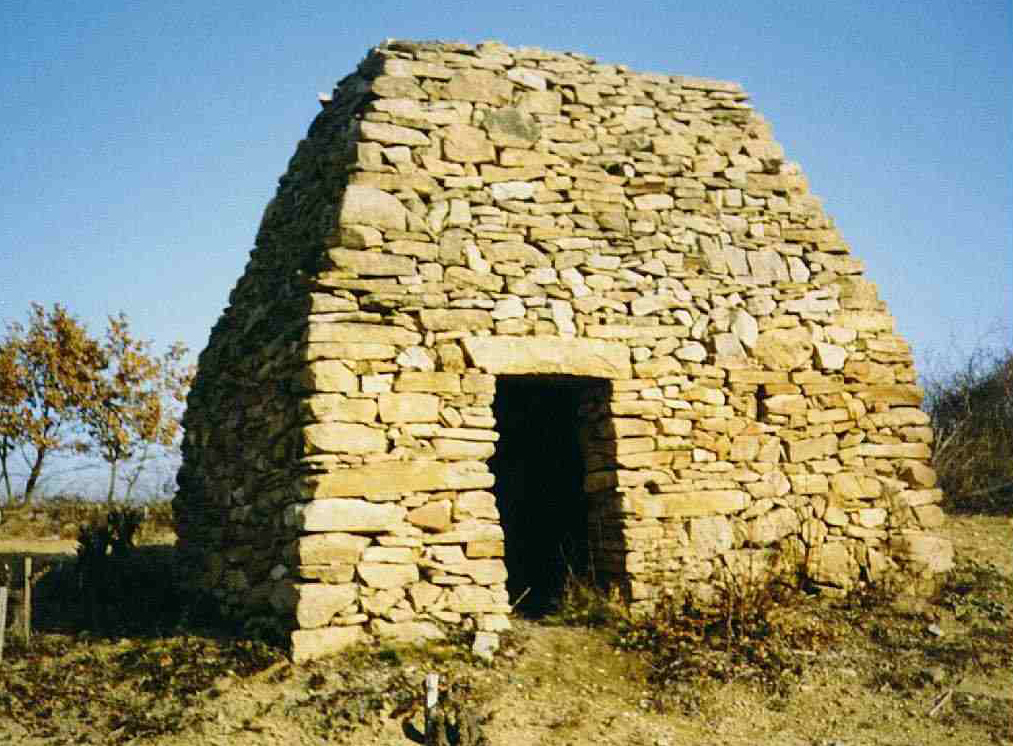
Gard : cabane de plan rectangulaire, coiffée d'une pyramide tronquée
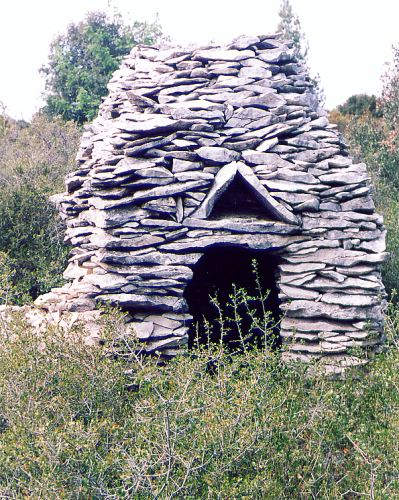
Aubais, Gard : cabane en forme de bonbonnière, au linteau double soulagé par une bâtière de dalles
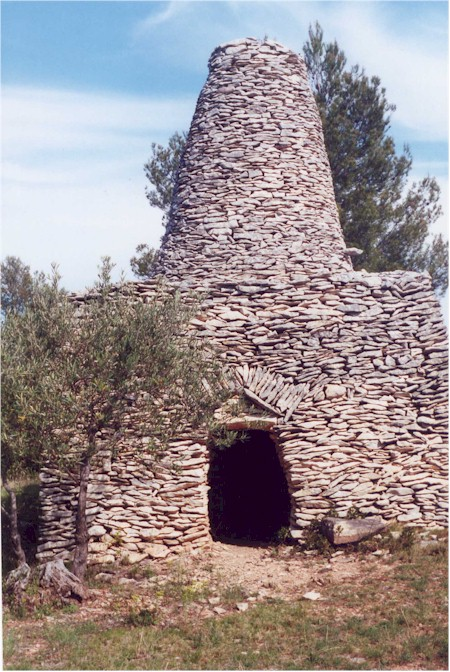
Aubais, Gard : cabane en forme de parallélépipède surmonté d'une tourelle en retrait
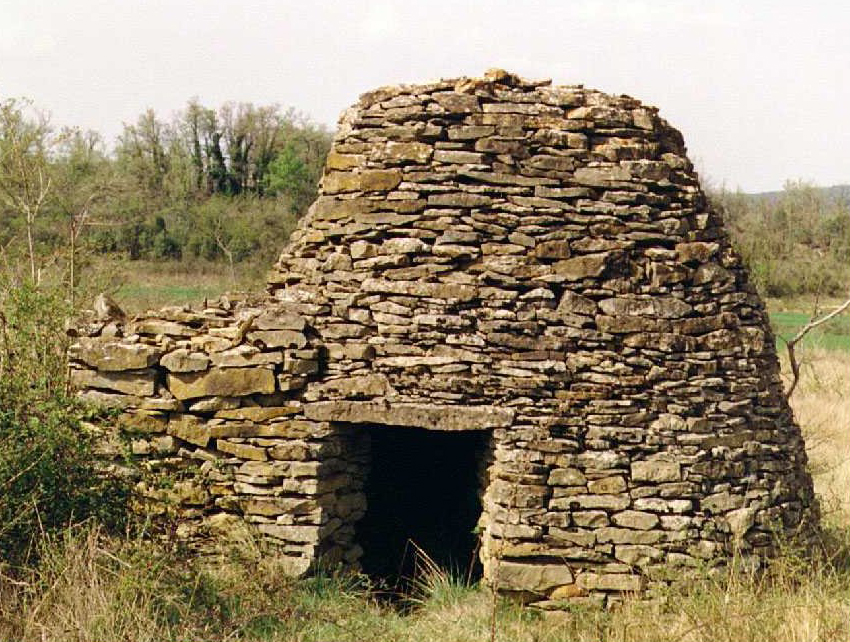
Gard : cabane au couvrement tronconique, à façade rectiligne
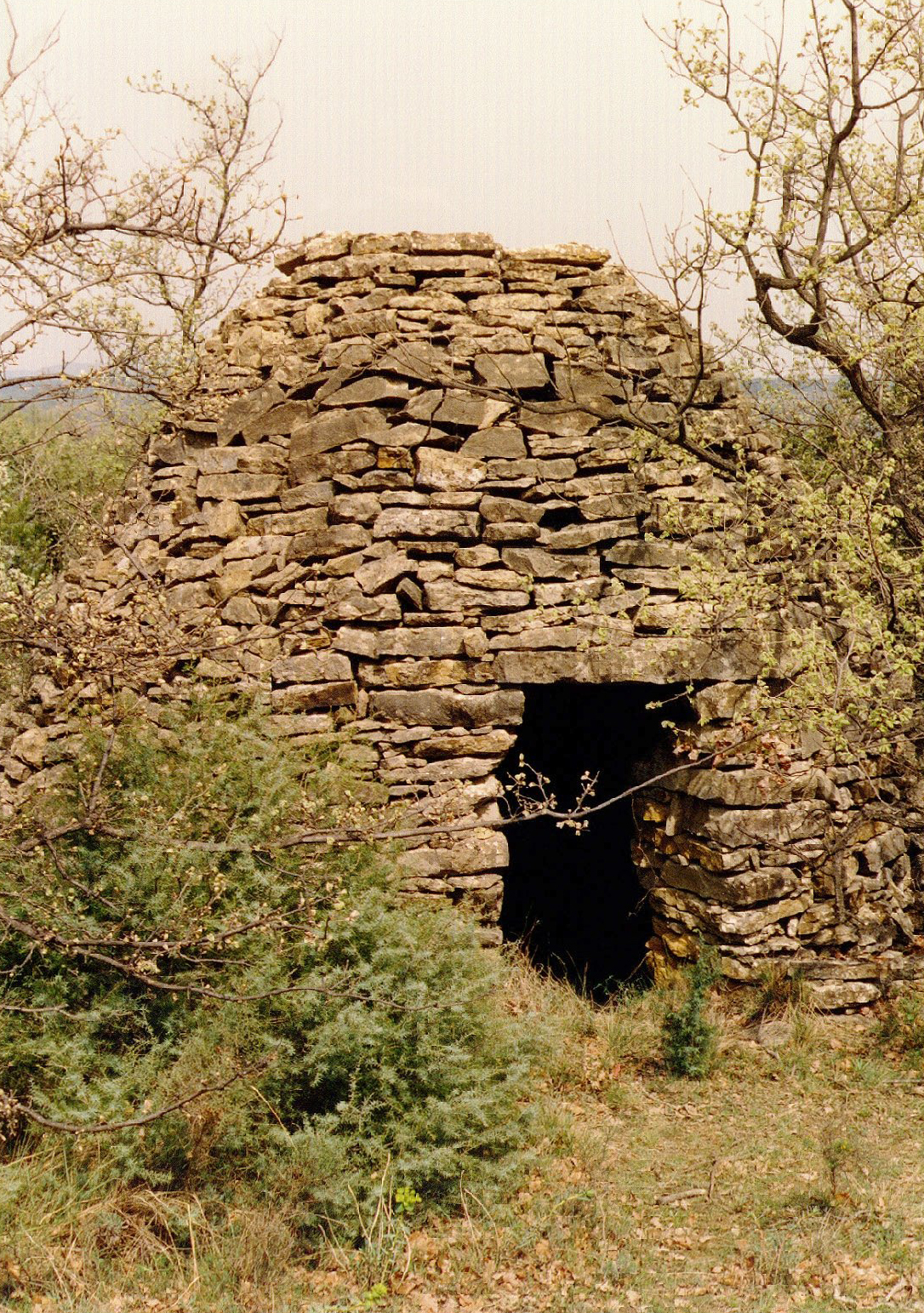
Gard : cabane de plan circulaire, en forme d'ogive tronquée
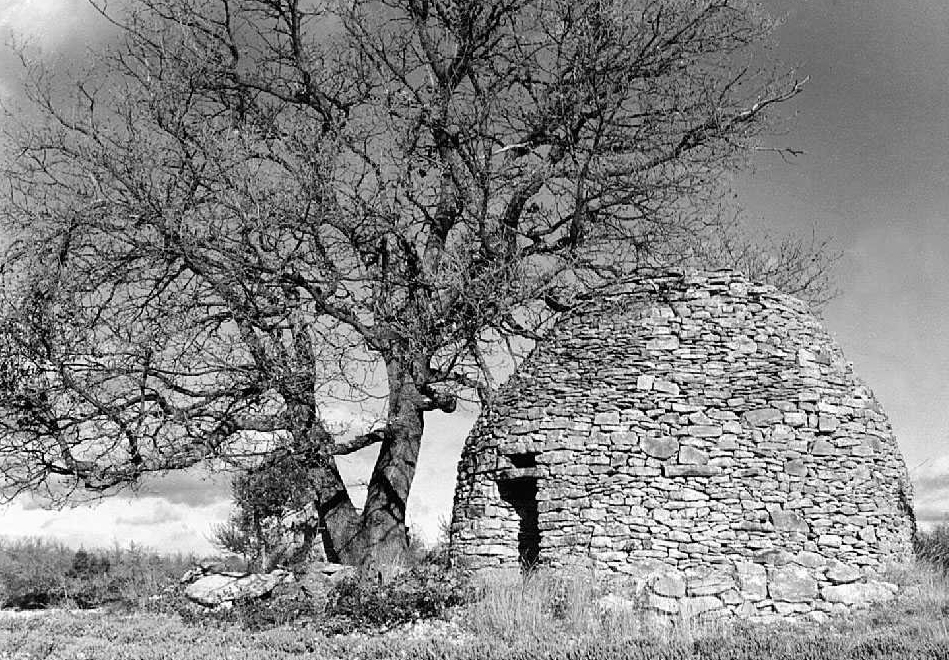
Gard : cabane circulaire, au couvrement domical
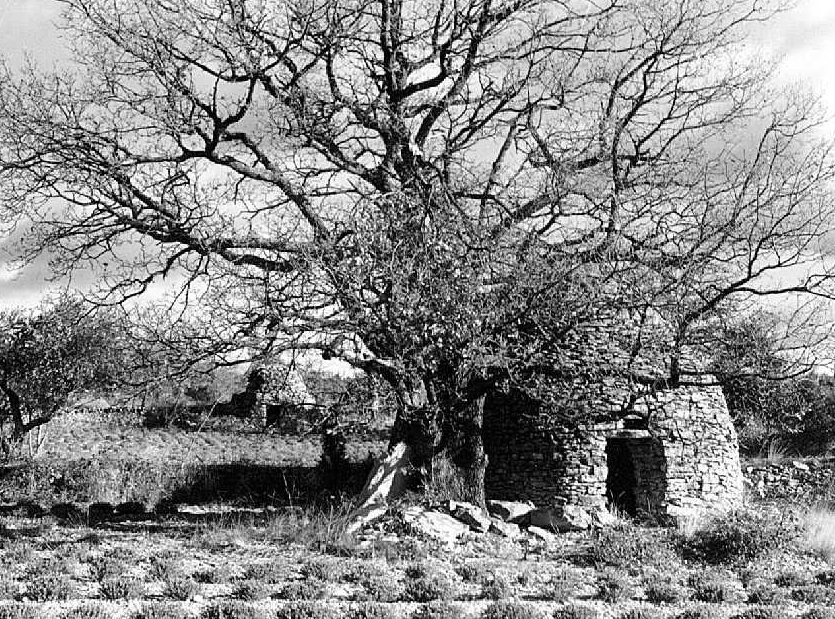
Idem : une deuxième construction est visible à l'arrière-plan
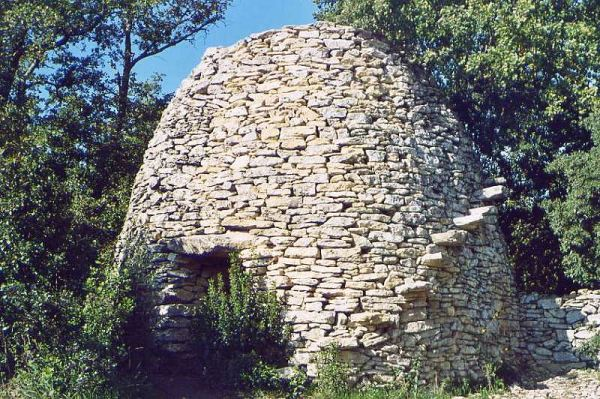
Vers-Pont-du-Gard, Gard : cabane en forme de pain de sucre, avec marches volantes sur le couvrement

À Villevieille, ainsi que sur les communes voisines de Souvignargues et d'Aujargues, on rencontre nombre de cabanes de plan quadrangulaire ou circulaire surmontées d'un cylindre en retrait ou « tourelle » pleine, œuvre vraisemblablement d'un maçon professionnel ayant exercé sur la commune dans les 2e et 3e quarts du XIXe siècle (pourcentage à Villevieille : 32,2 % de l'ensemble des cabanes inventoriées).
À  Nîmes, la « capitelle pointue » est une cabane de plan rectangulaire ainsi appelée parce que sa partie supérieure est en forme de pyramide à quatre faces rectilignes. Dans les angles du revêtement extérieur, les pierres sont placées alternativement en boutisse et en carreau d'une assise à l'autre, c'est-à-dire que l’on a, sur une première assise, une pierre disposée avec sa plus grande longueur en parement, et à l'assise supérieure une pierre disposée avec sa plus petite longueur en parement.
Certaines cabanes possèdent à leur sommet une couverture d'iris, toute fleurie en avril et mai, ainsi la  « cabane du bleu » à Congénies.
Il arrive que des cabanes aient été dépossédées de leur toiture ou de leur revêtement de lauses après leur abandon et qu'il ne reste plus que l'extrados de leur voûte de pierre. C'est le cas d'une capitelle de Puech Méjean à Nîmes : son corps de base en forme de parallélépipède ne possède plus qu'un petit cône arrondi en retrait.

## Construction

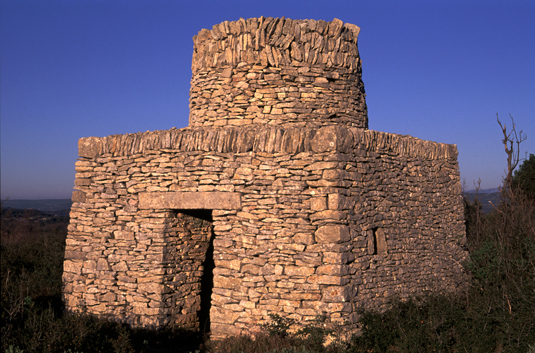
Cabane dite de Malet, à Souvignargues

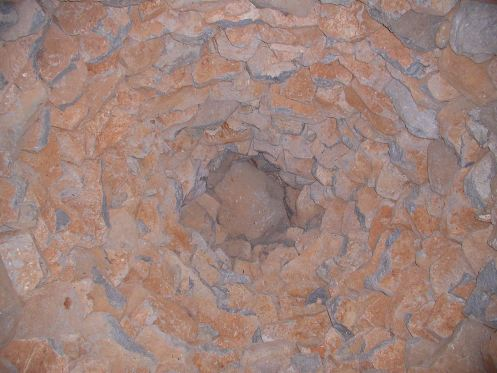
Détail : la voûte

### Voûtement
Sur un sol éventuellement aménagé pour bien asseoir l'édifice, les murs sont montés en assemblant les pierres sans aucun mortier, puis une voûte (qui peut parfois commencer dès le sol) est montée pour couvrir le tout.
Différentes techniques très précises et abouties entrent en jeu.
Le parement extérieur peut être affecté d'un fruit permettant au mur de résister aux forces qui le poussent vers l'extérieur.
Les pierres sont non pas empilées en « piles d'assiettes » mais assemblées en « plein-sur-joint » afin d'éviter qu'une fissure n'ouvre le mur et d'assurer la cohésion du tout.
Pour renforcer cette cohésion, des pierres sont placées qui traversent toute l'épaisseur du mur (les boutisses parpaignes).
La solidité et l'étanchéité de la construction sont également assurées par la pose de cales, plus fines, entre les grosses pierres, forcément toujours un peu irrégulières.
La voûte est montée selon la technique de l'encorbellement : chaque dalle (ou « lausa » en occitan) déborde de la précédente vers l'intérieur et est retenue à l'extérieur par le contrepoids formé notamment par une couverture de dalles choisies.

### Entrée

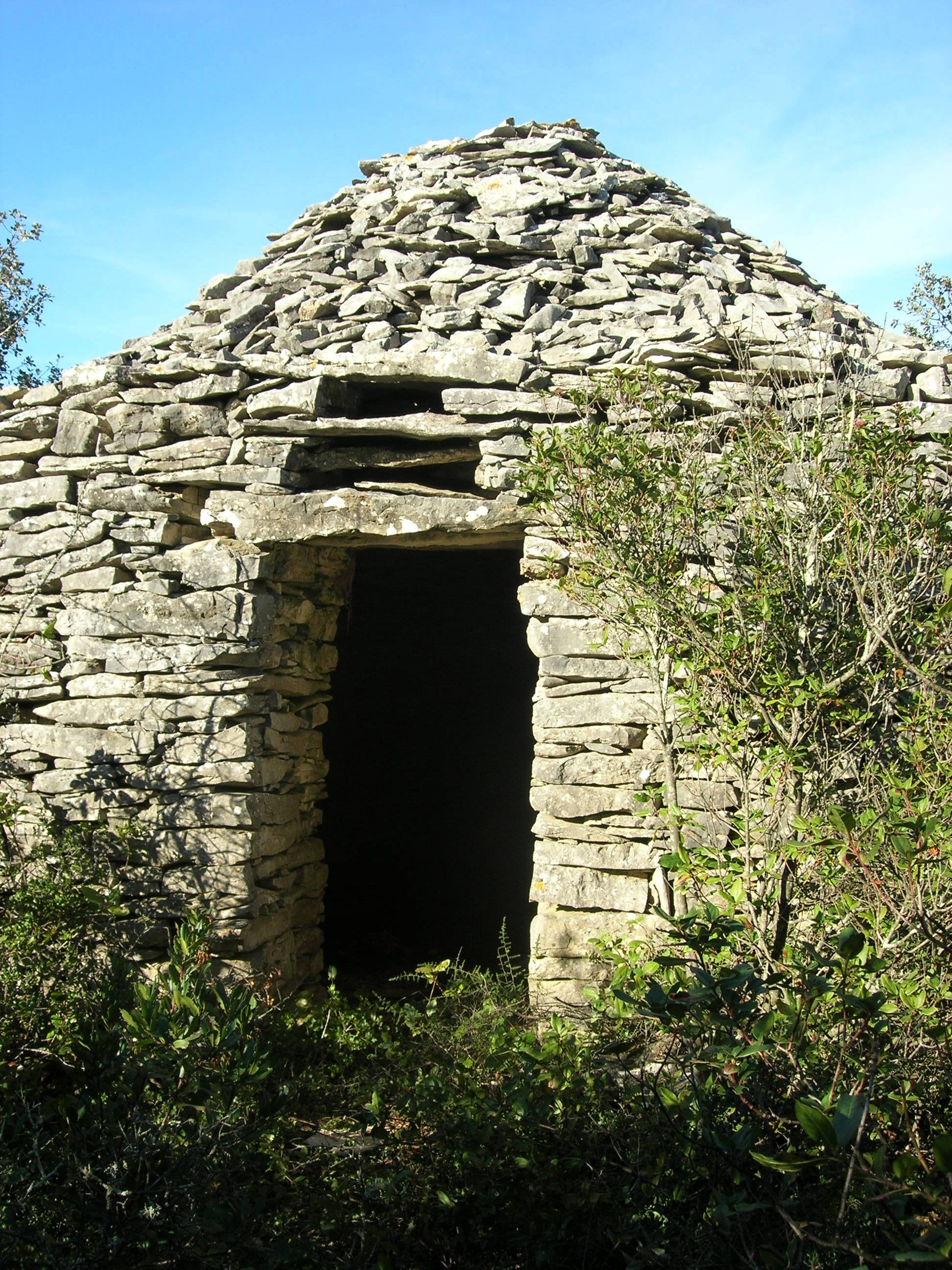
Caveirac (Gard) : linteau soulagé par deux dalles superposées reposant sur des billettes.

L'entrée de la cabane peut être surmontée par une dalle horizontale formant linteau, voire deux dalles superposées (une mince en bas, une épaisse en haut) ou linteau double (comme à Montaren-et-Saint-Médiers).
Le linteau peut être chapeauté par un système de décharge qui le soulage d'une partie du poids venant d'en haut, ainsi à Nîmes  où le calcaire superficiel donnant des dalles minces, dures mais cassantes, peu aptes à servir de linteau, les bâtisseurs ont protégé le linteau de la rupture au moyen de divers procédés de décharge.
Le soulagement du linteau peut être obtenu non seulement par un arc cintré fait de lauses (ainsi à Aubais ou encore à Blauzac) mais aussi par une bâtière de deux dalles affrontées (également à Aubais),.
À la place du linteau, certaines entrées possèdent un véritable arc clavé (avec une clef au centre).

## Aménagement
La cabane de pierre sèche offre peu de confort mais peut, selon le savoir-faire de son constructeur, recevoir quelques aménagements :
- quelques rares et étroites fenêtres (les « fenestrons » de l'aire provençale et languedocienne),
- des niches intérieures,
- une banquette de pierre sèche accolée au mur ou solidaire de celui-ci,
- un porte-manteau sous la forme d'une pierre saillante, etc.

Les parois intérieures étaient parfois revêtues d'un enduit blanc. Une citerne extérieure, creusée dans le roc, pouvait permettre de recueillir l'eau collectée par la couverture.

## Décoration
On observe aussi des décorations sur les cabanes les plus élaborées : 
- une frise de pierres obliques courant en haut du corps de l'édifice (utilisée aussi pour les murailles) ;
- des matériaux insolites – galets, marbre, culs de bouteilles – incorporés dans le dôme de toiture, ainsi la « cabane de verre », à Congénies[8].

## Tinesde la garrigue de Nîmes

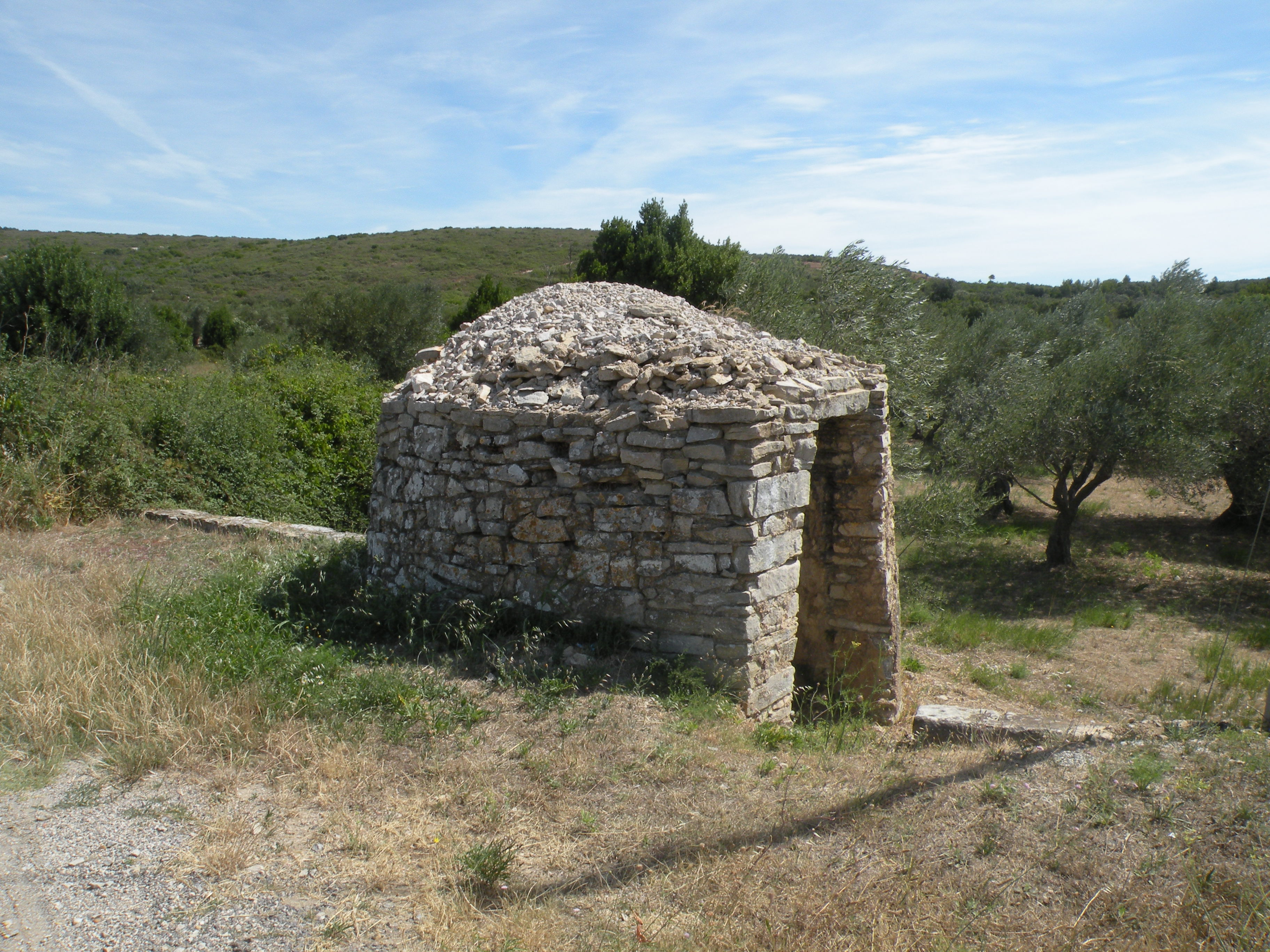
Tine en pierres liées au mortier à Marguerittes.

Décrites par Paul Marcellin puis par Maurice Roustan, les tines ou cuviers en pierre sèche sont un type fonctionnel faiblement représenté dans la garrigue nîmoise et dans les communes voisines de Marguerittes et de Caveirac. Ce sont de petites constructions au plan extérieur en forme de fer à cheval et au plan intérieur en forme de trou de serrure, c'est-à-dire avec un petit vestibule d'entrée débouchant dans une cellule de 1,50 m à 2 m de diamètre. Une dalle posée de chant isole le vestibule de la cellule et transforme le fond de celle-ci en une cuve, rendue étanche par un mortier de terre glaise et de chaux grasse. L'élévation du vestibule (deux encorbellements opposés), sa hauteur (de 1,80 m à 2 m) permettaient à un homme portant une charge de raisins ou d'olives sur l'épaule de la décharger dans la cuve. Au-dessus de la cuve, s'élève une voûte de 2 à 3 m sous flèche, comportant dans ses parois une ou deux niches, à mi-hauteur. Chaque année, avant la récolte, la cuve était rebadigeonnée,.

## Datation
Les cabanes de pierre sèche actuellement debout ne sont pas d'époque préhistorique, ni attribuables aux Gaulois, aux Romains ou aux hommes du Moyen Âge. Elles datent d'une période qui s'étend à peu près du XVIIe siècle au début du XXe siècle.
À Aubussargues, à la fin des années 1980, voyant dans l'aspect massif et la construction soignée d'une capitelle, ainsi que dans la faible hauteur de son entrée, la marque d'un « certain archaïsme » et la promesse d'un « remplissage important », des fouilleurs furent quelque peu déçus lorsque leur méticuleux sondage s'arrêta à 15 cm de profondeur à peine, au substrat rocheux, pour ne livrer que « des boutons, un clou, une figurine en plomb très abîmée, une plaquette de broche, une pièce de monnaie en bronze de cinq centimes, à l'effigie de Napoléon III, datée de 1856 ». Aucun tesson de poterie, de rares charbons de bois, dont aucun sous l'« orifice circulaire au sommet » de l'édifice, censé être une cheminée,.
La date de construction peut être gravée sur le linteau ou sous la dalle terminale (dalle fermant la voûte).

## Bâtisseurs
Les capitelles relèvent de l'architecture populaire : elles sont l'œuvre de bâtisseurs anonymes, ouvriers agricoles, vignerons, cultivateurs, voire ouvriers d'industrie accédant à la propriété de quelques arpents d'une pauvre terre à défricher.

### Ouvriers agricoles
L'histoire de la garrigue de Nîmes aux Temps Modernes est faite des empiètements répétés sur la propriété communale par les ouvriers agricoles et les petits propriétaires poussés par la « faim de terre ». L'édification d'un enclos et d'une cabane a été considérée par ceux-ci comme un moyen de donner à leur appropriation force de propriété. La Révolution entérina ces usurpations avec la loi du 9 ventôse an XII qui faisait condition, aux détenteurs des clos illégaux, de les avoir « défrichés, plantés ou enclos ou d'y avoir élevé des constructions » et de payer à la commune une redevance annuelle.

### Ouvriers d'industrie
Nombre de capitelles des garrigues de Nîmes, de Sommières, d'Uzès et de Marguerittes, ont eu pour constructeurs des ouvriers des ateliers textiles de ces villes lorsqu'ils purent devenir propriétaires de quelques arpents. Dans le deuxième quart du XIXe siècle, ces travailleurs à Nîmes représentaient le tiers de la population (évaluée  alors à 55 000 habitants). Cette industrie ne décolla véritablement qu'après la Révolution de 1789, atteignant son apogée de 1834 à 1847.
À Marguerittes, la garrigue fut prise d'assaut par les ouvriers de l'usine de fabrication de tapis pour laquelle la ville était autrefois réputée. Les ouvriers achetaient un coin de garrigue qu'ils défrichaient, épierraient, clôturaient, aménageaient pour y planter pieds de vigne, oliviers et amandiers, voire arbres fruitiers et légumes. Ils amélioraient le sol de la parcelle en y apportant déchets domestiques et cendres. Pour bâtir une capitelle ou une tine, ils se contentaient, par manque de moyens financiers, des pierres livrées par le défrichement.

### Maçons
Certaines capitelles ont pu être construites par des professionnels de la maçonnerie. Paul Marcelin évoque le souvenir d'un maçon du quartier des terres de Rouvière à Nîmes, qui, avant 1914, « se chargeait de construire une capitelle, dans la journée, pour 1000 fr ».

### Amateurs distingués
À côté de représentants de la paysannerie, ont pu s'illustrer comme bâtisseurs à pierre sèche des « amateurs distingués » construisant pour le plaisir. Si l'on en croit Paul Marcelin, à Boissières, « le châtelain, M. A...., construisait par jeu des capitelles » au XIXe siècle.